# 1136
1136 (MCXXXVI) var ett skottår som började en onsdag i den julianska kalendern.

## Händelser

### December
- 14 december – Den norske kungen Harald Gille blir mördad i Bergen av tronpretendenten Sigurd Slemme. Denne försöker själv göra sig till kung av Norge, men blir istället dömd fredlös och jagad från Bergen. Istället väljs Haralds båda drygt ettåriga söner Sigurd och Inge till samregerande kungar av Norge (Sigurd på borgartinget i Viken och Inge på öretinget).

### Okänt datum
- Pierre Abaelard skriver Historia Calamitatum, där han beskriver sitt och Héloïses förhållande.
- Abbot Suger låter inleda byggandet av klosterkyrkan Saint-Denis i Paris. Här kombineras för första gången spetsbågen (från Burgund) med kryssribbvalv (från Normandie) och strävpelare (användes under antiken). Den resulterande stilen kallas gotik.
- Staden Crailsheim omnämns för första gången i skriftiga källor.

## Födda
- 29 juni – Petronella av Aragonien, drottning av Aragonien.
- Ly Anh Tong, kejsare av Vietnam.
- Maria I av Boulogne, regerande vasallgrevinna av grevedömet Boulogne.

## Avlidna
- 14 december – Harald Gille, kung av Norge sedan 1130 (mördad i Bergen).
- Hugo av Payens, den första stormästaren av Tempelherreorden.
- Gwenllian ferch Gruffydd, walesisk furstinna och upprorsledare.